# 细足关公蟹
细足关公蟹（学名：Dorippe tenuipes）为关公蟹科关公蟹属的动物。在中国大陆，分布于广西、广东等地，主要生活于海水。